# Sjömålsrobot
Sjömålsrobotar, ursprungligen lufttorped, är robotar som är avsedda att bekämpa fartyg. De flesta sjömålsrobotar närmar sig målet på låg höjd och använder en kombination av tröghetsnavigering och målsökning med radar eller ibland IR. Robotarna kan avfyras från flera olika plattformar såsom ytfartyg, ubåtar, flygplan, helikoptrar och landbaserade fordon. Landbaserade sjömålsrobotar med lång räckvidd kallas även kustrobotar.

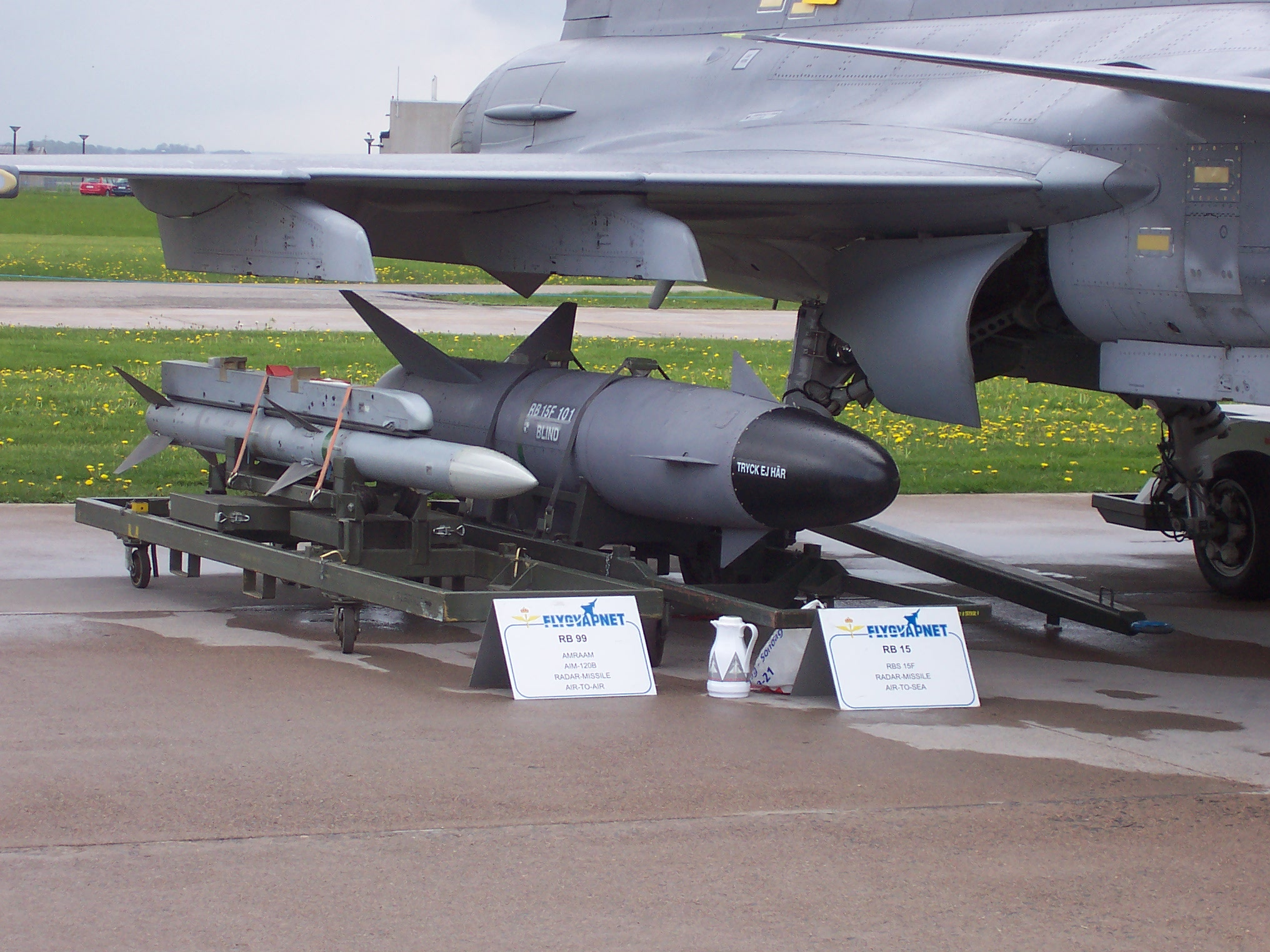
Robot 15 (till höger), en svensktillverkad sjömålsrobot, som kan skjutas från flygplan, fartyg och lastbilar.

## Historia
Sjömålsrobotar var en av de första robottyperna med kort räckvidd under andra världskriget. Tyskland använde Fritz X med flera med viss framgång mot allierade fartyg och sänkte flera stridsfartyg innan de allierade tog fram motmedel (framför allt radiostörning).
Under kalla kriget kom Sovjetunionen fram till att de var underlägsna NATO när det gällde ytstridsfartyg, och särskilt hangarfartyg. De satsade därför på en marin strategi som gick ut på att hindra motståndaren att använda havet. Ubåtar, sjöminor och sjömålsrobotar var viktiga förutsättningar för denna strategi. Ett av de första resultaten av denna nya inriktning var roboten SS-N-2 Styx. Flera sjömålsrobotar togs fram under de följande åren, bland dem den flygplansburna KS-1 Komet som bars av planen Tu-95 Bear och Tu-22 Badger.
Den första svenska sjömålsroboten, robot 08, togs i bruk 1966. Sverige blev därmed det första landet i västvärlden som använde sig av en sjömålsrobot.

## Användande av sjömålsrobotar
År 1967 sänkte egyptiska robotbåtar den israeliska jagaren Eilat utanför Sinaihalvön med hjälp av SS-N-2 Styx.
Missilen användes också i indo-pakistanska kriget 1971. I Operation Trident sänkte Indien fyra pakistanska skepp utanför Karachi,  och följde upp det med Operation Python där ett oljelager och två oljetankers i Karachis hamn förstördes.
Slaget vid Latakia år 1973 var den allra första striden mellan fartyg beväpnade med sjömålsrobotar. I slaget sänkte Israels flotta de syriska fartygen utan få några egna skador, tack vare framgångsrik telekrigföring.
Sjömålsrobotar användes i Falklandskriget 1982. HMS Sheffield, en brittisk jagare träffades ev en Exocet-robot och sjönk. Containerfartyget SS Atlantic Conveyor sänktes också av en Exocet och jagaren HMS Glamorgan skadades. Glamorgan träffades av en Exocet som avfyrades från en improviserad ramp som hämtats från jagaren ARA Comodoro Seguí och monterats på en släpvagn. Glamorgan lyckades göra en undanmanöver som minskade skadorna.
År 1987 träffades den amerikanska robotfregatten USS Stark av en Exocet som avfyrades från en irakisk Mirage F1. Stark skadades men lyckades ta sig till hamn för reparationer. I oktober samma år träffades Sungari, en amerikanskägd men Liberiaflaggad tanker, och en kuwaitisk tanker under amerikansk flagg av iranska HY-2-robotar. Året efter avfyrade både amerikanska och iranska styrkor sjömålsrobotar under Operation Praying Mantis i Persiska viken. Vid detta slag träffades flera iranska fartyg av sjömålsrobotar (och av luftvärnsrobotar av typen RIM-66 Standard). 
Under Operation Praying Mantis träffade USA:s flotta den iranska lätta fregatten IS Sahand med tre AGM-84 Harpoon-robotar, fyra AGM-123 Skipper II raketdrivna bomber, en AGM-62 Walleye fjärrstyrd bomb och flera 454 kg bomber. Trots den stora mängden ammunition och framgångsrika träffar sjönk Sahand inte förrän branden nådde ammunitionsförrådet, vilket fick fartyget att explodera. I samma strid avlossade amerikanska stridsfartyg RIM-66 Standard-robotar mot en iransk korvett som sjönk så lågt i vattnet att en Harpoon-robot som anlände flera minuter senare inte kunde låsa på målet. 
År 2006 avfyrade Hizbollah-styrkor en sjömålsrobot (troligen en kinesisk C-802 eller C-701) mot den israeliska korvetten INS Hanit och skadade fartyget som dock lyckades ta sig tillbaka till Israel. En andra robot sänkte ett egyptiskt handelsfartyg.

## Motmedel
Motmedel mot sjömålsrobotar är bland annat:
- Luftvärnsrobotar såsom RIM-7 Sea Sparrow, SA-N-6 Grumble, SA-N-9 Gauntlet, RAM, Standard Missile 1, Standard Missile 2 eller Sea Wolf
- Luftvärnskanoner såsom Mk. 45 eller AK-130
- Närskyddssystem (CIWS) såsom AK-630 eller Phalanx CIWS
- Telekrigföringssystem såsom AN/SLQ-32
- Skenmål såsom remsor och facklor

Moderna smygfartyg eller fartyg som åtminstone använder någon smygteknik har lägre risk för upptäckt och för att roboten låser på fartyget. Sådana passiva motmedel inbegriper 
- Minskning av radarmålytan och därigenom radarekot
- Minskning av fartygets IR- och akustiska emissioner.

Exempel på de senare teknikerna finns i Norges Skjold-klass patrullbåtar, Sveriges Visby-klass, USA:s Arleigh Burke-klass jagare och Frankrikes La Fayette-klass fregatter.